# 20e régiment de dragons
Le 20e régiment de dragons (ou 20e RD), est une unité de cavalerie de l'armée française, créé sous la Révolution à partir du dragons de Jemmapes, dont l'origine remonterait au régiment de Nancré créé en 1675.
Elle est dissoute le 1er août 1961.

## Création et différentes dénominations

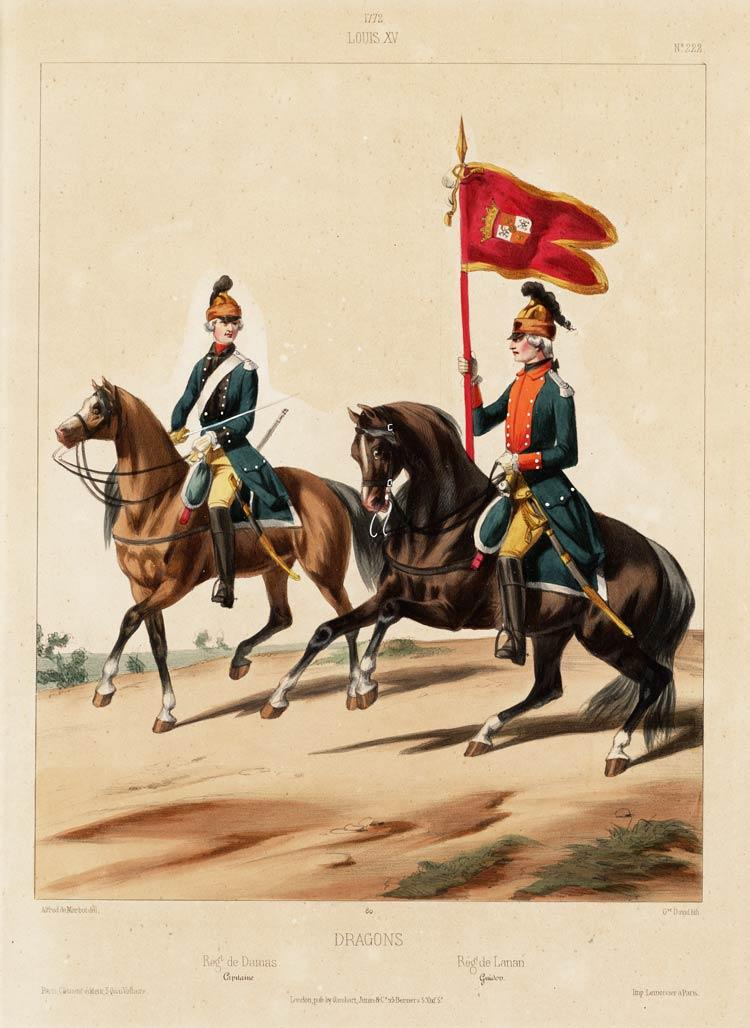
le porte drapeau est en costume du régiment de Lanan en 1772.

L'origine du 20e Dragons remonte au 11 décembre 1675 quand le Comte de Nancré - gouverneur d'Ath - décide de créer pour lui-même un régiment. Cela était une pratique courante pour l'époque.
Un an plus tard, le Comte vend l'agrément de levée qu'il avait reçu du Roi à M. de Bursard, alors capitaine d'une compagnie franche et le régiment achève sa formation par le recrutement de compagnies supplémentaires à Maestricht.
En 1681, après la mort de Bursard, le régiment devient la propriété du Comte de Tessé et on le retrouve en 1683 au camp de la Saône et en 1684 au siège de Luxembourg.
- Régiment de Nancré, puis
- Régiment de Bursard, puis
- Régiment de Tessé, puis
- Régiment de Sennectere, puis
- Régiment de Belabre, puis
- Régiment de Plelo, puis
- Régiment de Nicolaï, puis
- Régiment de Bartinat, puis
- Régiment d'Apchon, puis
- Régiment de Nicolaï d'Osnay, puis
- Régiment de Lanan, puis
- Régiment de Durfort

Le 20e régiment de dragons est créé par un décret de la Convention nationale en date du 1er mars 1793.
Son recrutement se fait à partir d'engagés volontaires de la province de Hainaut, laquelle a été rattaché à la France la même année (département de Jemmapes).
Organisé sous le nom de Dragons du Hainaut et de Jemmapes par le colonel Gondran, le régiment prend le 5 juillet 1793, la dénomination de 20e régiment de dragons. À cette date, ce dernier complète son recrutement par l'incorporation de la Compagnie des Chasseurs du Rocher de la Liberté.
Le régiment n'est définitivement constitué à 4 escadrons et 1 dépôt que le 29 juillet 1793, date à laquelle tous les détachements qui doivent entrer dans sa composition arrivent effectivement dans leurs cantonnements respectifs.
Par décision en date du 10 mars 1871, le régiment des Lanciers de la Garde devient le 9e Lanciers. Il est organisé le 1er avril 1871 avec son dépôt à Montélimar et ses escadrons de guerre à Versailles.
Le 1er septembre 1871, le 9e Lanciers devient le 20e Dragons, commandé par le colonel Ney D'Elchingen. Ses escadrons de guerre sont en garnison à Versailles et son dépôt est à Tours.

## Chefs de corps

### Mestres de camp
- 1675 : Claude Antoine de Dreux, comte de Nancré.
- 1676 : De Bursard.
- 1681 : Philibert-Emmanuel de Froulay, dit Le chevalier de Tessé.
- 1692 : De Sennectère.
- 1782 : Étienne Narcisse de Durfort.

### Colonels et Chefs de brigade
Colonels et Chefs de brigade
- 1793 : Gondran  (?) - Chef-de-Brigade
- 1797 : Boussart (André-Joseph) - Chef-de-Brigade (**)
- 1800 : Reynaud (Nicolas) - Chef de Brigade, puis colonel en 1803 (*)
- 1807 : Corbineau (Jean-Baptiste-Juvenal) - Colonel (**)
- juin 1811-octobre 1811 : Alfred Armand Robert Saint-Chamans - Colonel
- 1811 : Desargus (Pierre-Jean-Baptiste-Martin) - Colonel
- 1815 : De Briqueville (Armand-François-Bon-Claude)- Colonel
- 1871 : Michel-Aloys Ney - Colonel(*)
- 1872 : Charles-Louis Goybet - Colonel
- 1916 : Henri Le Bret - Colonel

(*) Officier qui devint par la suite général de brigade.
(**) Officier qui devint par la suite général de division.
(¤) Officier qui devint par la suite maréchal de France
Chefs de corps tués ou blessé durant leur commandement du 20e Dragons
- Chef de brigade Boussart : blessé le 2 juillet 1797 ;
- Chef de brigade Reynaud : blessé le 21 mars 1801 ;
- Colonel de Briqueville : blessé le 1er juillet 1815 ;

Officiers tués ou blessé durant leur service au 20e Dragons (période 1805-1815)
- Tués : 10 ;
- Morts des suites de leurs blessures : 2 ;
- Blessés : 56.

## Etendard
Il porte, cousues en lettres d'or dans ses plis, les inscriptions suivantes , :
- Les Pyramides 1798
- Iéna 1806
- Friedland 1807
- Albuhera 1811
- Les Deux-Morins 1914
- Flandres 1918
- Champagne 1918
- AFN 1952-1962

## Historique des garnisons, combats et batailles

### Guerres de la Révolution et de l’Empire
Le régiment est en garnison à Abbeville.[Quand ?]
23/07/1758 

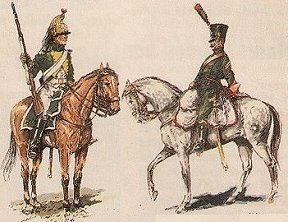
20e de dragons et 27e de chasseurs à cheval

Pendant la guerre de 7 ans 1756-1763 Le régiment de Cavalerie d'Apchon, Compagnie "de Neuville participe à la bataille de Sanderhausen près de Cassel, le "Landgravit de Hesse-Cassel" près de Cassel, actuellement en Allemagne. Dans le land de Hesse, au bord de la rivière Fulda.
- - Siège du Quesnoy (1793),
  - Siège de Valenciennes (1793);
- 1794 : Armée du Nord
  - Siège de Landrecies (1794),
  - Siège du Quesnoy (1794),
  - Bataille d'Aldenhoven (1794) ;
- 1796 :
  - Bataille de Mondovi,
  - Bataille de Lodi,
  - Bataille de Castiglione

« Murat, à la tête du 20e dragons, exécute une charge qui lui vaut d'être cité dans le rapport du général en chef. »

— Rapport de 1796.
- 1797 :
  - Bataille de La Favorite,
  - Bataille de Saint-Georges,
  - Bataille de Due-Castelli,
  - Bataille de Castelluchio,
  - Siège de Mantoue (1796-1797)
- 1798 :
  - Armée d'Orient (campagne d'Égypte)
  - Bataille d'Alexandrie (1798),
  - Bataille de Chebreiss,
  - Bataille des Pyramides,
- 1799 :
  - Siège d'El-Arich,
  - Bataille de Gaza,
  - Siège de Jaffa,
  - Siège de Saint-Jean-d'Acre (1799),
  - Bataille du Mont-Thabor,
  - Bataille d'Aboukir (1799),
- 1800 :
  - Bataille d'Héliopolis,
- 1805 :
  - Bataille de Wertingen,
  - Bataille de Memmingen,
  - Combat de Neresheim,
  - Bataille d'Ulm,
  - Bataille d'Austerlitz,

« Le 20e régiment de dragons s'est particulièrement distingué[Où ?] »

— Bulletin de la Grande Armée, 1805.
- 1806 : Campagne de Prusse et de Pologne
  - 14 octobre : Bataille d'Iéna
  - Bataille de Pultusk,
- 1807 :
  - 8 février : Bataille d'Eylau
  - Bataille d'Heilsberg,
  - Bataille de Friedland,
- 1808 :
  - Bataille d'Andujar,
  - Bataille de Tudela,
- 1809 :
  - Bataille d'Uclés (1809),
  - Bataille de Ciudad Real (es),
  - Bataille d'Almonacid,
  - Bataille d'Ocaña,
  - Bataille de Salamanque (1809),
  - Bataille de Pampelune (1809),
  - Bataille de Tamames,
- 1811 :
  - Bataille d'Albuera,
- 1813 : Campagne d'Allemagne
  - Bataille de Dresde,
  - 16-19 octobre : Bataille de Leipzig
  - Bataille de Hanau,
- 1814 : Campagne de France (1814)
  - Bataille de Saint-Dizier,
  - Bataille de Brienne,
  - Bataille de La Rothière,
  - Bataille de Mormant,
  - Bataille de Montereau,
  - Bataille de Troyes,
- 1815 : Campagne de Belgique (1815)
  - Bataille de Ligny,
  - Bataille de Waterloo,
  - Bataille de Rocquencourt

### De 1871 à 1914
- Limoges

### Première Guerre mondiale
En octobre 1873, Le 20e Dragons arrive à Limoges.Jusqu'à la guerre, la vie des Dragons se partage entre des exercices de manœuvre, des compétitions hippiques à l'hippodrome de Texonnieras, et des défilés dans les rues de Limoges lors de la fête nationale. Il prend ses quartiers dans l'ancien séminaire des ordinands, 

Le 20e dragons se recrute en majeure partie dans le Centre; les départements de la Haute-Vienne, de la Corrèze, de la Dordogne, de la Charente et de la Creuse donnent à la France des soldats qu'on peut classer parmi les meilleurs, bien dans la main de leur chef, et sur lesquels on peut compter en toute circonstance.

### Entre-deux-guerres
Le 20e RD est en garnison à Limoges en janvier 1939, quand il est requis pour appliquer le plan de barrage dans les Pyrénées-Orientales. Ce plan vise à empêcher les militaires de l’armée populaire de la République espagnole, vaincue par les rebelles franquistes, en pleine Retirada, de passer en France. L’interdiction d’entrer est levée du 5 au 9 février.

### Seconde Guerre mondiale
Le Groupement de cavalerie est destiné à former à la mobilisation des groupes de reconnaissance. Aussi, dès la déclaration de guerre, le 20e régiment de dragons disparaît-il en tant que tel pour se répartir et donner naissance à six Groupes de Reconnaissance :
- 23e groupe de reconnaissance de corps d'armée (23e GRCA),
- 2e groupe de reconnaissance de division d'infanterie (2e GRDI),
- 18e groupe de reconnaissance de division d'infanterie (18e GRDI),
- 21e groupe de reconnaissance de division d'infanterie (21e GRDI),
- 27e groupe de reconnaissance de division d'infanterie (27e GRDI),
- 93e groupe de reconnaissance de division d'infanterie (93e GRDI),

## Personnages célèbres ayant servi au20eRégiment de Dragons
- Louis Lebrun (1769-1853), chef d'escadron, entré, par « incorporation », le 12 prairial an II, au 20e dragons, comme lieutenant ;
- L'adjudant-commandant Henri de Carrion-Nizas, destitué, s'engagea de nouveau comme simple soldat au 20e dragons ;
- Louis Alexandre Davout, chef d'escadron « à la suite » du 20e dragons le 19 frimaire an VIII ;
- Le général André Joseph Boussart, comme chef d'escadron
- Le major Jean Edouard Henri d'Haubersart (1772-1812), capitaine au 20e dragons en 1806,
- Victor Iturria (1914-1944), Compagnon de la Libération, Mort pour la France, y a effectué son service militaire de 1934 à 1936.
- Roger Lescure (1912-2009), Compagnon de la Libération, y a effectué son service militaire en 1934.